# Список квазичастиц
В данной статье представлен список квазичастиц — понятий в квантовой механике, введение которых позволяет существенно упростить описание сложных квантовых систем со взаимодействием, таких как твёрдые тела и квантовые жидкости.